# Ayala, Morelos
Ciudad Ayala är en ort i Mexiko.   Den ligger i kommunen Ayala och delstaten Morelos, i den sydöstra delen av landet, 80 km söder om huvudstaden Mexico City. Ciudad Ayala ligger 1 231 meter över havet och antalet invånare är 6 777.
Terrängen runt Ciudad Ayala är kuperad åt sydväst, men åt nordost är den platt. Runt Ciudad Ayala är det ganska tätbefolkat, med 222 invånare per kvadratkilometer. Närmaste större samhälle är Cuautla Morelos, 6,9 km nordost om Ciudad Ayala. Omgivningarna runt Ciudad Ayala är en mosaik av jordbruksmark och naturlig växtlighet.